# Gouvernement de Gaulle II
Pour les autres gouvernements dirigés par Ch. de Gaulle, voir Gouvernement Charles de Gaulle (1) et Gouvernement Charles de Gaulle (3).
Gouvernement provisoire de la République française
Charles de Gaulle I Félix Gouin
Le deuxième gouvernement Charles de Gaulle fait partie des gouvernements provisoires de la République française (1944-1947).

## Contexte
Ce deuxième gouvernement du général de Gaulle, formé le 13 novembre 1945, est caractérisé par l'entrée de cinq ministres communistes (Maurice Thorez, Ambroise Croizat, François Billoux, Marcel Paul et Charles Tillon). Après leur forte progression aux élections législatives d'octobre 1945 (26 % des voix et 160 sièges), ils revendiquent hautement la direction du gouvernement.
De Gaulle met tout son poids dans la balance et réussit à limiter pour quelque temps leur influence au gouvernement et leur refuse les trois principaux leviers de commande ministériels : Affaires étrangères, Armées et Intérieur. C'est ce qui motivera son départ deux mois et une semaine plus tard : « Le régime exclusif des partis est reparu. Je le réprouve. Mais, à moins d'établir par la force une dictature dont je ne veux pas, et qui sans doute tournerait mal, je n'ai pas les moyens d'empêcher cette expérience. »

## Chronologie

### 1945
- 2 novembre : fin du premier gouvernement Charles de Gaulle
- 13 novembre : de Gaulle est réélu président du GPRF.
- 21 novembre : ministère tripartite MRP (gaullistes), SFIO (socialistes) et PCF (communistes). Début du deuxième gouvernement Charles de Gaulle.
- 2 décembre : nationalisation de la Banque de France et des grandes banques de dépôt.
- 21 décembre : création du Secrétariat général au Plan.
- 26 décembre : à la suite des accords de Bretton Woods, dévaluation du franc français.
- Inflation = 48 %
- Instauration d'une taxe sur les loyers, collectée pour le Fonds national d'amélioration de l'habitat, devenu Agence nationale pour l'amélioration de l'habitat (ANAH).
- La loi de finances du 31 décembre 1945[2] instaure l’impôt progressif sur le revenu, avec abattement à la base et quotient familial.

### 1946
- Nationalisation des Houillères qui deviennent Charbonnages de France.
- 20 janvier 1946 : fin du deuxième gouvernement Charles de Gaulle du fait de la démission de son président et début du gouvernement Félix Gouin.

## Composition[3]

### Président du Gouvernement
| Image | Fonction                             |  | Nom               | Parti |
| ----- | ------------------------------------ |  | ----------------- | ----- |
|       | Président du gouvernement provisoire |  | Charles de Gaulle | SE    |

### Ministres d'État
| Image | Fonction        |  | Nom             | Parti        |
| ----- | --------------- |  | --------------- | ------------ |
|       | Ministre d'État |  | Vincent Auriol  | SFIO         |
|       | Ministre d'État |  | Francisque Gay  | MRP          |
|       | Ministre d'État |  | Louis Jacquinot | DVD puis PRL |
|       | Ministre d'État |  | Maurice Thorez  | PCF          |

### Ministres
| Image | Fonction                                        |  | Nom                     | Parti |
| ----- | ----------------------------------------------- |  | ----------------------- | ----- |
|       | Garde des sceaux                                |  | Pierre-Henri Teitgen    | MRP   |
|       | Ministre de l'Intérieur                         |  | Adrien Tixier           | SFIO  |
|       | Ministre des Affaires étrangères                |  | Georges Bidault         | MRP   |
|       | Ministre de l'Agriculture et du Ravitaillement  |  | François Tanguy-Prigent | SFIO  |
|       | Ministre de la Reconstruction et de l'Urbanisme |  | Raoul Dautry            | SE    |
|       | Ministre des Transports et Travaux publics      |  | Jules Moch              | SFIO  |
|       | Ministre de l'Éducation nationale               |  | Paul Giacobbi           | RAD   |
|       | Ministre des Colonies                           |  | Jacques Soustelle       | UDSR  |
|       | Ministre des Finances                           |  | René Pleven             | UDSR  |
|       | Ministre de la Défense nationale                |  | Charles de Gaulle       | SE    |
|       | Ministre du Travail                             |  | Ambroise Croizat        | PCF   |
|       | Ministre des Postes, Télégraphes et Téléphones  |  | Eugène Thomas           | SFIO  |
|       | Ministre de l'Information                       |  | André Malraux           | DVG   |
|       | Ministre de la Production industrielle          |  | Marcel Paul             | PCF   |
|       | Ministre de la Population                       |  | Robert Prigent          | MRP   |
|       | Ministre de l'Économie nationale                |  | François Billoux        | PCF   |

### Ministres sous la tutelle du ministre de la Défense nationale
| Image | Fonction               |  | Nom             | Parti |
| ----- | ---------------------- |  | --------------- | ----- |
|       | Ministre des Armées    |  | Edmond Michelet | MRP   |
|       | Ministre de l'Armement |  | Charles Tillon  | PCF   |